# Велико јажиначко језеро
Велико јажиначко језеро (мкд. Големо Јажинско Езеро, алб. Liqeni i Jazhincës) је глацијално језеро у Србији на Косову и Метохији. Ово је једно од 27 језера која се налазе на Шар планини, а лежи у близини границе Србије са Северном Македонијом. Заједно са Малим јажиначким језером чини Јажиначка језера. Име је добило по селу Јажинце у општини Штрпце. Језеро се налази на 2.180 m надморске висине. Дугачко је 125, а широко 50 метара. Тачна дубина није измерена, али претпоставља се да је дубоко око 5 метара. Према неким српским научницима дубина језера при високом водостају износи 12 метара. И према првим и другим изворима језеро је најдубље од свих језера на Шар планини. Дужина обалне линије језера износи око 500 m. Језеро има јајчани облик. Велико јажиначко језеро се напаја водом из једног потока који не пресушује и са околног снега који се задржава током већег дела године. Вода је кристално чиста и прозирна до самог дна. При високом водостају вода из језера истиче у виду поточића.
У језеру живи поточна пастрмка, којом је језеро порибљено.